# Реальний майстер-клас
«Реальний майстер-клас» — український документальний фільм режисера Оксани Чепелик.

## Опис
У фільмі йдеться про долю митця та перспективи українського мистецтва, про стратегії опору та пошуки свободи. Ми стежимо за зйомками нового фільму режисера Романа Балаяна «Райські птахи», за театральними репетиціями Андрія Жолдака та йдемо з Оксаною Забужко на зустріч із читачами. Це не просто кінопортрети трьох непересічних особистостей, це роздуми про стан сучасної української культури та перспективи української нації.

## Примітка
- Записано вступ у студії Нового Каналу «Зона ночі» (В. Ярошенко).